# Oto Ševčík

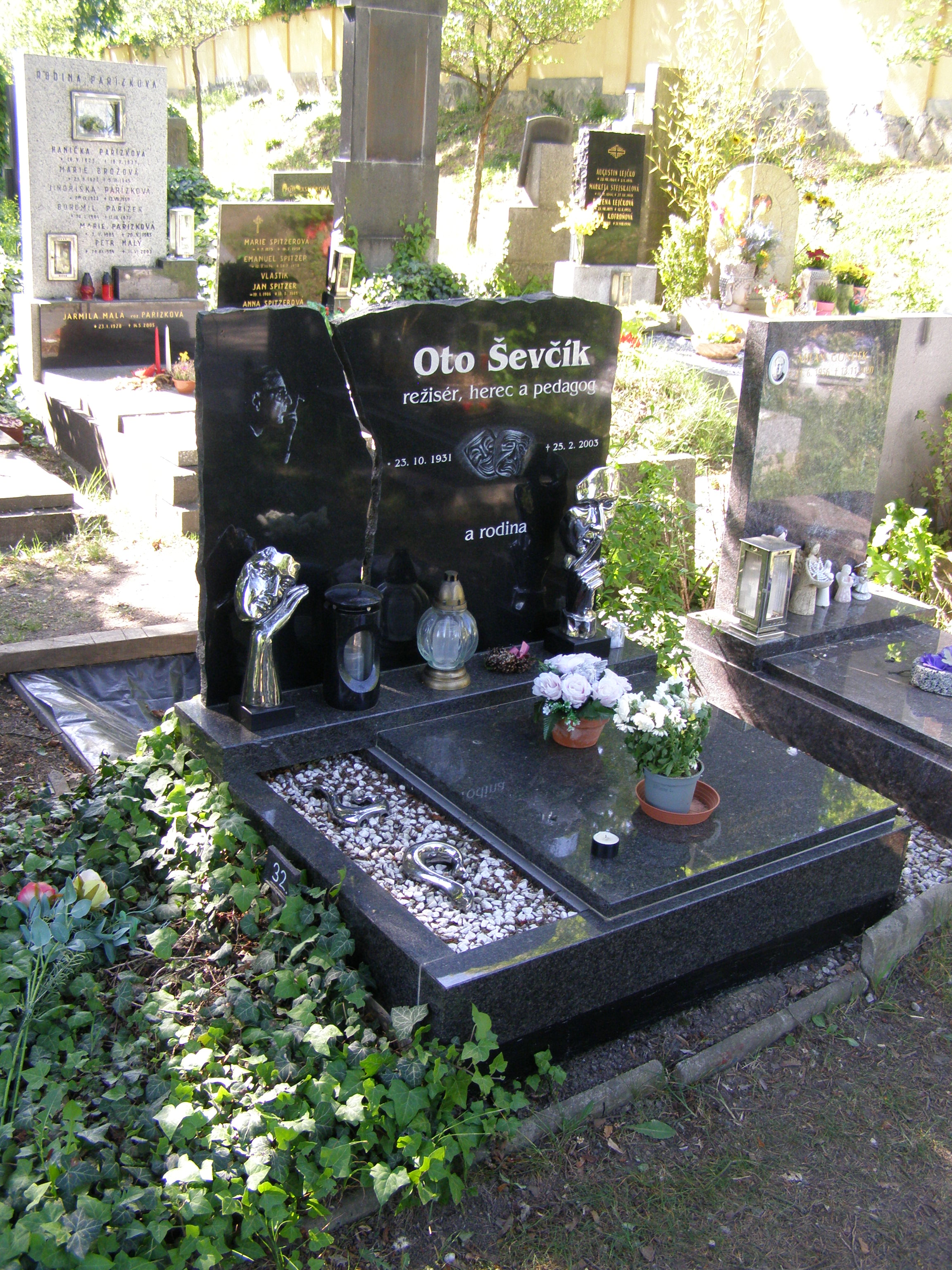
Hrob na pražském hřbitově Malvazinky

Oto Ševčík (někdy psán i jako Otto nebo Ota Ševčík; 23. října 1931 Karviná – 25. února 2003 Praha) byl český divadelní režisér, herec a vysokoškolský pedagog německé národnosti.

## Život
Herec a režisér Oto Ševčík se narodil jako Otto Maxmilián Albert Schefczik 23. října roku 1931 v Karviné. Původem byl sudetský Němec, ale po válce roku 1945 s těžce nemocnými rodiči nemohl být odsunut do Německa, a tak zůstal v Českém Těšíně. Zde také nastoupil na gymnázium. Umělecky působil již jako student ve školních sborech a s ochotníky. V roce 1955 vystudoval režii na Divadelní fakultě Janáčkovy akademie múzických umění v Brně.
V letech 1955–1960 režíroval v českém i německém souboru Vesnického divadla. V období 1960–1980 byl v angažmá v Divadle J. K. Tyla v Plzni (režisér a příležitostný herec), další dva roky v pražském divadle S. K. Neumanna a znovu působil v Plzni v letech 1982–1989 (umělecký šéf činohry a režisér). Po listopadu 1989 se stal na dva roky uměleckým šéfem činohry a režisérem brněnského Národního divadla (1989–1990), v období 1990–1992 působil v pozici uměleckého šéfa činohry a šéfrežiséra v Divadle pod Palmovkou. Jako činoherní, operní, operetní a muzikálový režisér hostoval rovněž na dalších divadelních scénách, včetně Národního divadla v Praze, Divadla ABC, Hudebního divadla v Karlíně a v mimopražských divadlech.
Od roku 1960 vystupoval ve filmu, kde díky svým znalostem němčiny získal mnoho rolí postav z německého prostředí, vč. vojáků a důstojníků. Do roku 2003 vytvořil ve filmu a televizi více než 70 rolí. Jeho poslední filmovou rolí byla v pohádce Princezna ze mlejna a Princezna ze mlejna 2 role pyšného a zlomyslného knížepána.
Spolupracoval také s rozhlasem a dabingem, pedagogicky působil na pražské HAMU, kde vyučoval obory operní režie a herectví.
Oto Ševčík zemřel na rakovinu v Praze 25. února 2003. Je pohřben na hřbitově Malvazinky v Praze nedaleko hrobů Evy Pilarové a Karla Gotta.

## Divadelní režie, výběr
- 1955 N. V. Gogol: Ženitba (Die Heirat), Vesnické divadlo
- 1956 Vlasta Petrovičová: Slamník, Vesnické divadlo
- 1957 G. E. Lessing: Emilia Galotti, Vesnické divadlo
- 1957 Jan Drda: Hrátky s čertem, Vesnické divadlo
- 1958 V. K. Klicpera: Hadrián z Římsů, Vesnické divadlo
- 1959 Ladislav Stroupežnický: Zvíkovský rarášek, Vesnické divadlo
- 1960 Peter Karvaš: Diplomati, Vesnické divadlo (Státní zájezdové divadlo), spolurežie s W. Kamenikem
- 1979 Richard Strauss: Arabella (opera), Divadlo J. K. Tyla Plzeň
- 1980 Eugène Scribe: Sklenice vody, Východočeské divadlo Pardubice (j. h.)
- 1982 Peter Shaffer: Amadeus, Divadlo J. K. Tyla Plzeň
- 1986 Arthur Schnitzler: Dokolečka dokola, Státní divadlo Brno (j. h.) československá premiéra
- 1988 Karel Čapek: Věc Makropulos, Východočeské divadlo Pardubice (j. h.)
- 1988 Jiří Pauer: Zdravý nemocný (opera), Národní divadlo (j. h.)
- 1988 Jean Anouilh: Drazí ftáci, Divadlo Vítězslava Nezvala Karlovy Vary (j. h.) československá premiéra
- 1989 John Mortimer, Robert Graves;: Já, Claudius, Státní divadlo Brno (j. h.) československá premiéra
- 1990 W. A. Mozart: Cosi fan tutte (opera), Smetanovo divadlo (j. h.)
- 1994 Oskar Nedbal, Polská krev, Divadlo v Řeznické
- 1998 Gustav Albert Lortzing, Undina, Divadlo J. K. Tyla Plzeň
- 1998 Tennessee Williams, Náhle loňského léta, Divadlo v Řeznické, česká premiéra
- 2000 Thomas Bernhard: Před penzí, Divadlo Kolowrat (j. h.)
- 2001 Georges Feydeau: Dáma od Maxima, Divadlo na Vinohradech (j. h.)
- 2004 Terrence McNally, Frankie a Johnny ve svitu luny, Divadlo Bez zábradlí

## Divadelní role, výběr
- 1960 L. M. Leonov: Vpád, nadporučík, DJKT, režie Václav Špidla[7]
- 1961 G. B. Shaw: Svatá Jana, De Courcelles, DJKT, režie Václav Špidla[8]
- 1961 V. V. Majakovskij: Štěnice, prodavač slanečků/hasič, DJKT, režie Václav Špidla[9]
- 1971 A. Jirásek: Lucerna, pan Franc (alternace Milan Rybák), DJKT, režie Luboš Pistorius[10]
- 1991 Molière: Lakomec, Anselm, Divadlo pod Palmovkou, režie Juraj Deák[11]
- 1992 J. Steinbeck: O myších a lidech, správce (j. h.), Divadlo pod Palmovkou, režie Petr Kracik[12]
- 1998 Stanislaw Wyspianski: Wesele, novinář, Divadlo Na zábradlí, režie Petr Lébl[13]
- 1999 F. F. Šamberk: Éra Kubánkova, Bořivoj Moucha, Stavovské divadlo, režie Oto Ševčík (j. h.)
- 2000 Peter Shaffer: Černá komedie, Georg Bamberger (alternace Karel Šíp st.), Divadlo Rokoko, režie Oto Ševčík[14]

## Filmografie – role, výběr
- 1960 Přežil jsem svou smrt, německý vězeň, režie Vojtěch Jasný
- 1963 Smrt si říká Engelchen, německý voják, režie Ján Kadár, Elmar Klos
- 1967 Markéta Lazarová, zběhlý františkán, režie František Vláčil
- 1972 Akce Bororo, Krause, režie Otakar Fuka
- 1973 Dny zrady, německý občan, režie Otakar Vávra
- 1979 Božská Ema, armádní chemik, režie Jiří Krejčík
- 1987 O princezně Jasněnce a létajícím ševci, zloduch Řimbuch, režie Zdeněk Troška
- 1993 Stalingrad, major Kock, režie Joseph Vilsmaier
- 1994 Princezna ze mlejna, knížepán, režie Zdeněk Troška
- 2000 Musíme si pomáhat, důstojník SS, režie Jan Hřebejk
- 2000 Princezna ze mlejna 2, knížepán režie Zdeněk Troška
- 2001 Rebelové, ředitel, režie Filip Renč

## Televize – role, výběr
- 1982 Dynastie Nováků (seriál), pohotovostní lékař OÚNZ Hořovice, režie Ivo Novák
- 1998 Na lavici obžalovaných justice (seriál), středoškolský profesor Jindřich Deml, režie Martin Hollý